# Stanisław Golewski
Stanisław Golewski (ur. 1873 w Piaskach) – polski inżynier, odkrywca i badacz, eksplorator Gran Pajonal w Peru, budowniczy dróg i kolei peruwiańskich. 

## Życiorys
Pracował przy budowie szosy z Limy do Iquitos. W latach 30. XX wieku badał obszary w okolicy od Ukajali poprzez Gran Pajonal do kolonii Perene w celu połączenia koleją obszaru nadukajalskiego ze stolica Peru, Limą, i wybrzeżem atlantyckim. W tym celu uzyskał licencje na budowę kolei. Jego plany zostały niezrealizowane z powodu zlikwidowania polskiej kolonii nad Ukajali. Swoje przeżycia opisał w książce wydanej po angielsku, a w 1968 roku w Polsce. Wydało ją Wydawnictwo Łódzkie pod tytułem Kwesi. W 1934 roku w  czasopiśmie Sprawy Morskie i Kolonialne ukazał się jego artykuł  Peru a problem kolonizacyjny Polski. 